# Premio Goya per il miglior attore non protagonista
Il premio Goya per il miglior attore non protagonista (premio Goya a la mejor interpretación masculina de reparto o premio Goya al mejor actor de reparto) è un premio cinematografico assegnato annualmente dall'Academia de las Artes y las Ciencias Cinematográficas de España a partire dal 1987 al miglior attore non protagonista di un film di produzione spagnola uscito nelle sale cinematografiche nel corso dell'anno precedente.
Gli attori che hanno vinto due volte in questa categoria sono Emilio Gutiérrez Caba (unico nella storia del premio ad aver vinto due volte consecutivamente), Juan Diego e Karra Elejalde. 
Juan Diego è anche l'attore che ha ricevuto più volte la candidatura in questa categoria (sei volte tra il 1992 e il 2012) nonché l'attore che, con le sue nove candidature tra attore protagonista e non protagonista, è stato più volte nominato ai Goya, eguagliato da Javier Bardem (otto volte come protagonista e una come non protagonista), Eduard Fernández (cinque da protagonista e quattro da non protagonista) e Antonio de la Torre (rispettivamente quattro e cinque).

## Albo d'oro
I vincitori sono indicati in grassetto, a seguire gli altri candidati.

### Anni 1987-1989
- 1987: Miguel Rellán - Tata mía
  - Agustín González - Mambru andò in guerra (Mambrú se fue a la guerra)
  - Antonio Banderas - Matador
- 1988: Juan Echanove - Divine parole (Divinas palabras)
  - Agustín González - Mori e cristiani (Moros y cristianos)
  - Pedro Ruiz - Mori e cristiani (Moros y cristianos)
- 1989: José Sazatornil - Espérame en el cielo
  - Ángel de Andrés López - Intrighi e piaceri a Baton Rouge (Bâton Rouge)
  - Jorge Sanz - Il Lute II - Domani sarò libero (El lute II: mañana seré libre)
  - Guillermo Montesinos - Donne sull'orlo di una crisi di nervi (Mujeres al borde de un ataque de nervios)
  - José Luis Gómez - Remando nel vento (Remando al viento)

### Anni 1990-1999
- 1990: Adolfo Marsillach - Squillace (Esquilache)
  - Enrique San Francisco - La danza dell'oca (El baile del pato)
  - Fernando Guillén - La notte oscura (La noche oscura)
  - Juan Echanove - Il volo della colomba (El vuelo de la paloma)
  - Juan Luis Galiardo - Il volo della colomba (El vuelo de la paloma)
  - Manuel Huete - Il volo della colomba (El vuelo de la paloma)
- 1991: Gabino Diego - ¡Ay, Carmela!
  - Juan Echanove - Da sola con te (A solas contigo)
  - Francisco Rabal - Légami! (¡Átame!)
- 1992: Juan Diego - Il re stupito (El rey pasmado)
  - José Luis Gómez - Beltenebros
  - Javier Gurruchaga - Il re stupito (El rey pasmado)
- 1993: Fernando Fernán Gómez - Belle Époque
  - Gabino Diego - Belle Époque
  - Enrique San Francisco - Orquesta Club Virginia
- 1994: Fernando Valverde - Sombras en una batalla
  - Juan Echanove - Il suo fratello dell'animo (Mi hermano del alma)
  - Javier Gurruchaga - Il tiranno Banderas (Tirano Banderas)
- 1995: Javier Bardem - Días contados
  - Óscar Ladoire - Allegro ma non troppo (Alegre ma non troppo)
  - Agustín González - I peggiori anni della nostra vita (Los peores años de nuestra vida)
- 1996: Luis Ciges - Así en el cielo como en la tierra
  - Federico Luppi - La ley de la frontera
  - Fernando Guillén Cuervo - Boca a boca
- 1997: Luis Cuenca - La buena vida
  - Jordi Mollà - La Celestina
  - Mancho Novo - La Celestina
- 1998: José Sancho - Carne trémula (Carne trémula)
  - Antonio Valero - El color de las nubes
  - Juan Jesús Valverde - Las ratas
- 1999: Tony Leblanc - Torrente, el brazo tonto de la ley
  - Agustín González - El abuelo
  - Francisco Algora - Barrio
  - Jorge Sanz - La niña dei tuoi sogni (La niña de tus ojos)

### Anni 2000-2009
- 2000: Juan Diego - París Tombuctú
  - Álex Angulo - Muertos de risa
  - José Coronado - Goya (Goya en Burdeos)
  - Mario Gas - Amico amante (Amic/Amat)
- 2001: Emilio Gutiérrez Caba - La comunidad
  - Luis Cuenca - Obra maestra
  - Iñaki Miramón - You'Re the One - Una Historia de Entonces (Una historia de entonces)
  - Juan Diego - You'Re the One - Una Historia de Entonces (Una historia de entonces)
- 2002: Emilio Gutiérrez Caba - El cielo abierto
  - Antonio Dechent - Intacto
  - Gael García Bernal - Nessuna notizia da Dio (Sin noticias de Dios)
  - Eduard Fernández - Son de mar
- 2003: Luis Tosar - I lunedì al sole (Los lunes al sol)
  - Alberto San Juan - L'altro lato del letto (El otro lado de la cama)
  - Carlos Hipólito - Historia de un beso
  - José Coronado - La caja 507
- 2004: Eduard Fernández - En la ciudad
  - José Luis Gómez - La fine di un mistero (La luz prodigiosa)
  - Joan Dalmau - Soldados de Salamina
  - Juan Diego - Torremolinos 73 - Ma tu lo faresti un film porno? (Torremolinos 73)
- 2005: Celso Bugallo - Mare dentro (Mar adentro)
  - Juan Diego - El séptimo día
  - Unax Ugalde - Héctor
  - Luis Varela - Crimen perfecto - Finché morte non li separi (Crimen ferpecto)
- 2006: Carmelo Gómez - El método
  - Javier Cámara - La vita segreta delle parole (La vida secreta de las palabras)
  - Fernando Guillén - Otros días vendrán
  - Enrique Villén - Ninette
- 2007: Antonio de la Torre - Azul oscuro casi negro
  - Juan Echanove - Il destino di un guerriero (Alatriste)
  - Juan Diego Botto - Vete de mí
  - Leonardo Sbaraglia - Salvador 26 anni contro (Salvador Puig Antich)
- 2008: José Manuel Cervino - Le 13 rose (Las 13 rosas)
  - Raúl Arévalo - Siete mesas de billar francés
  - Julián Villagrán - Bajo las estrellas
  - Emilio Gutiérrez Caba - La torre de Suso
  - Carlos Larrañaga - Luz de domingo
- 2009: Jordi Dauder - Camino
  - Fernando Tejero - Fuori menù (Fuera de carta)
  - José Ángel Egido - Los girasoles ciegos
  - José María Yazpik - Sólo quiero caminar

### Anni 2010-2019
- 2010: Raúl Arévalo - Gordos
  - Antonio Resines - Cella 211 (Celda 211)
  - Carlos Bardem - Cella 211 (Celda 211)
  - Ricardo Darín - El baile de la Victoria
- 2011: Karra Elejalde - También la lluvia
  - Eduard Fernández - Biutiful
  - Álex Angulo - El gran Vázquez
  - Sergi López - Pa negre
- 2012: Lluís Homar - Eva
  - Juan Diego - 23-F La Pelicula
  - Juanjo Artero - No habrá paz para los malvados
  - Raúl Arévalo - Primos
- 2013: Julián Villagrán - Grupo 7
  - Josep Maria Pou - Blancanieves
  - Antonio de la Torre - Invasor
  - Ewan McGregor - The Impossible (Lo imposible)
- 2014: Roberto Álamo - La gran familia española
  - Carlos Bardem - Alacrán enamorado
  - Juan Diego Botto - Ismael
  - Antonio de la Torre - La gran familia española
- 2015: Karra Elejalde - Ocho apellidos vascos
  - Eduard Fernández - El Niño 
  - Antonio de la Torre - La isla mínima
  - José Sacristán - Magical Girl
- 2016: Javier Cámara- Truman - Un vero amico è per sempre (Truman)
  - Manolo Solo - B, la película 
  - Felipe García Vélez - A cambio de nada
  - Tim Robbins - Perfect Day (Un día perfecto)
- 2017: Manolo Solo - La vendetta di un uomo tranquillo (Tarde para la ira)
  - Karra Elejalde - 100 metros
  - Javier Gutiérrez Álvarez - El olivo
  - Javier Pereira - Che Dio ci perdoni (Que Dios nos perdone)
- 2018: David Verdaguer - Estate 1993 (Estiu 1993)
  - José Mota - Abracadabra
  - Antonio de la Torre - Il movente (El autor)
  - Bill Nighy - La casa dei libri (La librería)

- 2019: Luis Zahera - Il regno (El reino)
  - Juan Margallo - Non ci resta che vincere (Campeones)
  - Antonio de la Torre - Una notte di 12 anni (La noche de 12 años)
  - Eduard Fernández - Tutti lo sanno (Todos lo saben)

### Anni 2020-2029
- 2020: Eduard Fernández - Mientras dure la guerra
  - Asier Etxeandía - Dolor y gloria
  - Leonardo Sbaraglia - Dolor y gloria
  - Luis Callejo - Intemperie

- 2021: Alberto San Juan - Sentimental
  - Álvaro Cervantes – Adú
  - Sergi López – La boda de rosa
  - Juan Diego Botto – Los europeos

- 2022: Urko Olazabal - Una donna chiamata Maixabel (Maixabel)
  - Fernando Albizu - Il capo perfetto (El buen patrón)
  - Celso Bugallo - Il capo perfetto (El buen patrón)
  - Manolo Solo - Il capo perfetto (El buen patrón)

- 2023: Luis Zahera - As Bestas - La terra della discordia (As Bestas)
  - Ramón Barea - Cinco lobitos
  - Fernando Tejero - Modelo 77
  - Jesús Carroza - Modelo 77

- 2024: José Coronado — Cerrar los ojos
  - Martxelo Rubio — 20.000 especies de abejas
  - Juan Carlos Vellido — Bajo terapia
  - Àlex Brendemühl — Creatura
  - Hugo Silva — Un amor

- 2025: Salva Reina — El 47
  - Enric Auquer — Casa en llamas
  - Óscar de la Fuente — La casa
  - Luis Tosar — La infiltrada
  - Antonio de la Torre — Los destellos